# Lehrgerüst

Bauablauf der römischen Brücke bei Limyra

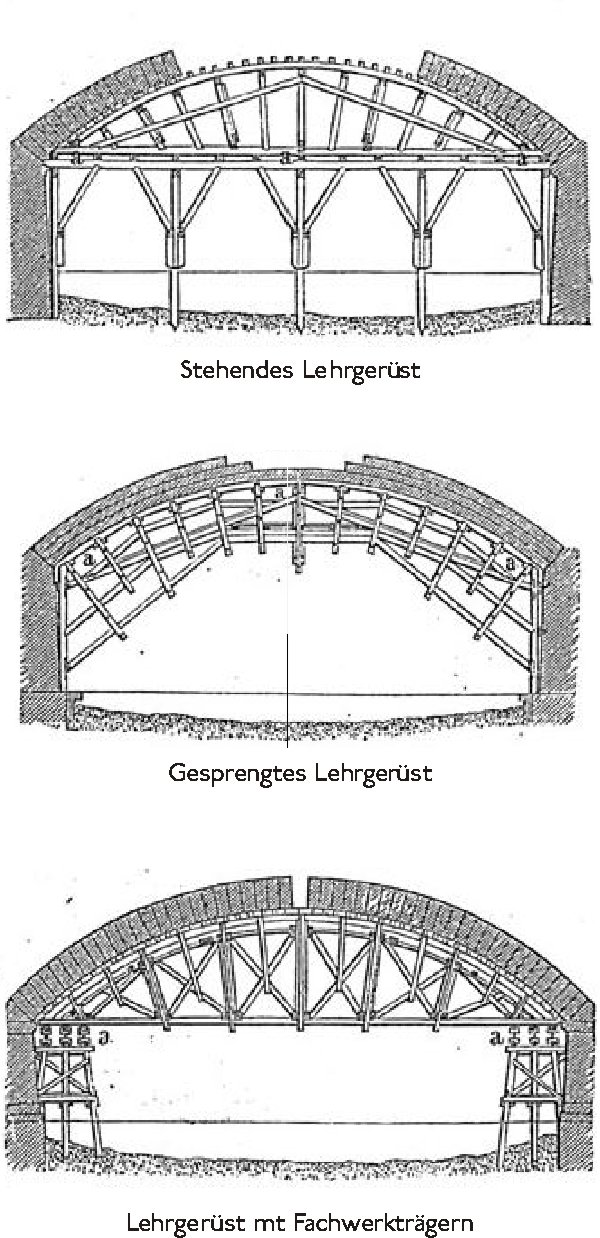
Arten von Lehrgerüsten

Ein Lehrgerüst ist eine Hilfskonstruktion, die im Bauwesen früher beim Mauern von Bögen und Gewölben verwendet wurde und heute insbesondere im Betonbrückenbau als Schalungsgerüst zur Formgebung und Befestigung der Betonschalung eingesetzt wird.

## Beschreibung und Geschichte
Beim gemauerten Gewölbe oder Mauerwerksbogen dient das hölzerne Lehrgerüst als Grundlage.
Die einzelnen Bausteine werden direkt auf das Lehrgerüst gemauert. Hat das Gewölbe oder der Bogen die nötige Festigkeit erreicht, kann das Lehrgerüst vorsichtig abgesenkt und entfernt werden. Das Gewölbe trägt sich durch seine Form nun selbst.
Lehrgerüste werden schon seit der Antike im Bauwesen eingesetzt und finden bis heute im Mauerbau Verwendung. Je nach Form der Gewölbe sind die Lehrgerüste halbkreisförmig, segmentbogenförmig, spitzbogenförmig und je nach zu tragender Last stärker oder schwächer ausgeführt. Bei einfachen Gewölben, etwa zur Unterstützung von Tonnen- oder Muldengewölben, bestehen sie meist aus einzelnen Bohlenbögen, die durch Latten verbunden sind. Bei komplexeren Gewölben wie etwa Kreuzgratgewölben enthalten sie auch Diagonalbögen.
Insbesondere im Bogenbrückenbau war bis in die Anfänge des 20. Jahrhunderts der Einsatz von Lehrgerüsten ohne Alternative. Hier unterscheidet man 
stehende Lehrgerüste
bei denen das Gerüst über die gesamte Länge des zu überbrückenden Raumes auf senkrechte Pfosten aufgeständert ist.
gesprengte Lehrgerüste
bei der die Gerüstkonstruktion den zu überbrückenden Raum freilassen und auf zwei Punkten bei den Bogenfundamenten aufliegen.
Lehrgerüste mit Fachwerkträgern
die aus zwei Teilen bestehen, dem oberen Lehrgerüst mit Lehrbogen und Stützen, auf denen das Gerüst aufliegt.
Ein Lehrgerüst besteht aus einem Lehrbogen und einer versteifenden und stützenden Unterkonstruktion. Auf den Bogen sind die Kranzhölzer montiert, auf denen der eigentliche Mauerwerksbogen aufgemauert wird. Mittels Keilen oder Exzenterscheiben kann die Lage eines Lehrgerüstes korrigiert werden. Nach Abschluss der Mauerarbeiten wurden die Lehrgerüste oft herausgeschlagen, bei wiederverwendbaren Gerüsten wurden auch entleerbare Sandkisten oder Sandsäcke zum Senken der Gerüste eingesetzt.
Mit der Einführung der Stahlbeton- oder Spannbetonbalkenbrücken haben sich die Gerüstkonstruktionen stark vereinfacht und bestehen heute im Wesentlichen aus Stahlfachwerktragwerken, den sogenannten Rüstbindern.
Das Lehrgerüst wird vom Tragwerksplaner entworfen und auf einem Rüstungplan bzw. Rüstplan dargestellt. 

## Galerie

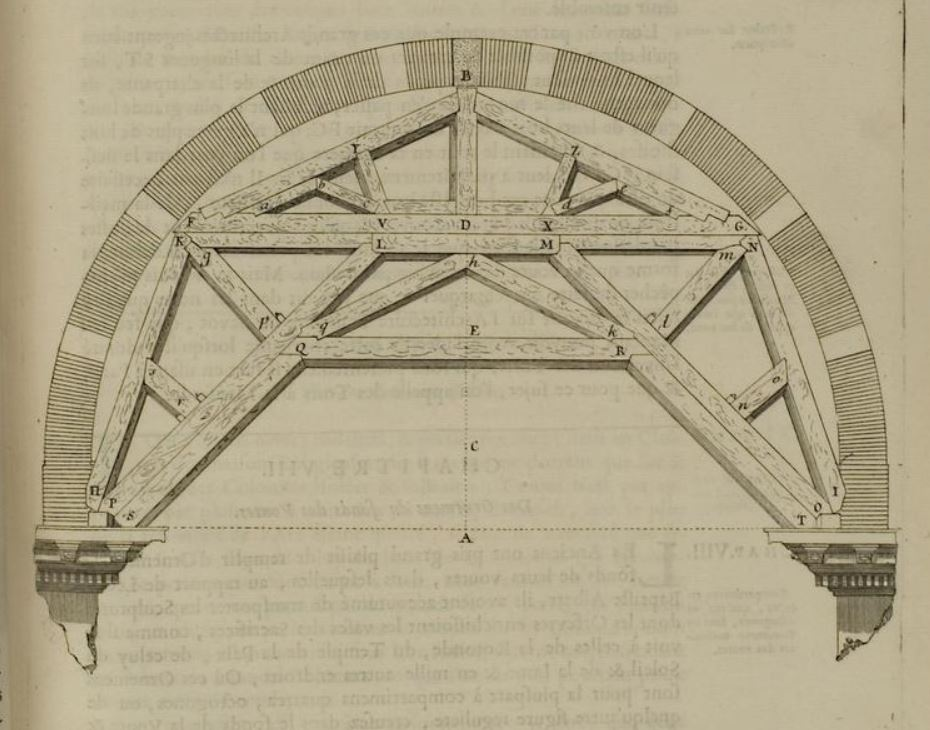
Bogenlehrgerüst nach François Blondel, 1698
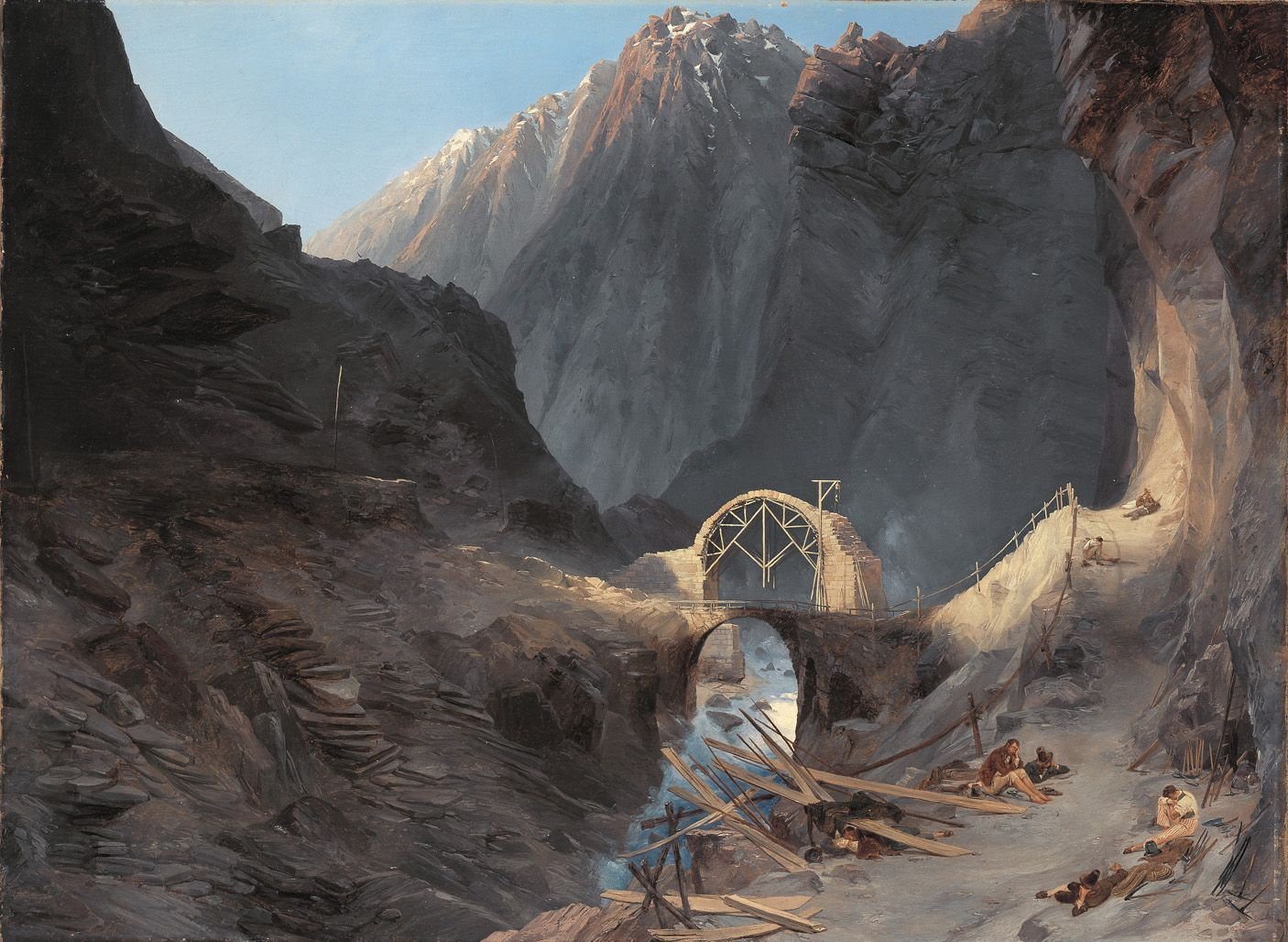
Das Bild Bau der Teufelsbrücke zeigt ein Lehrgerüst der zweiten Teufelsbrücke, Schöllenenschlucht, Schweiz (Ölgemälde von Carl Blechen, um 1833)
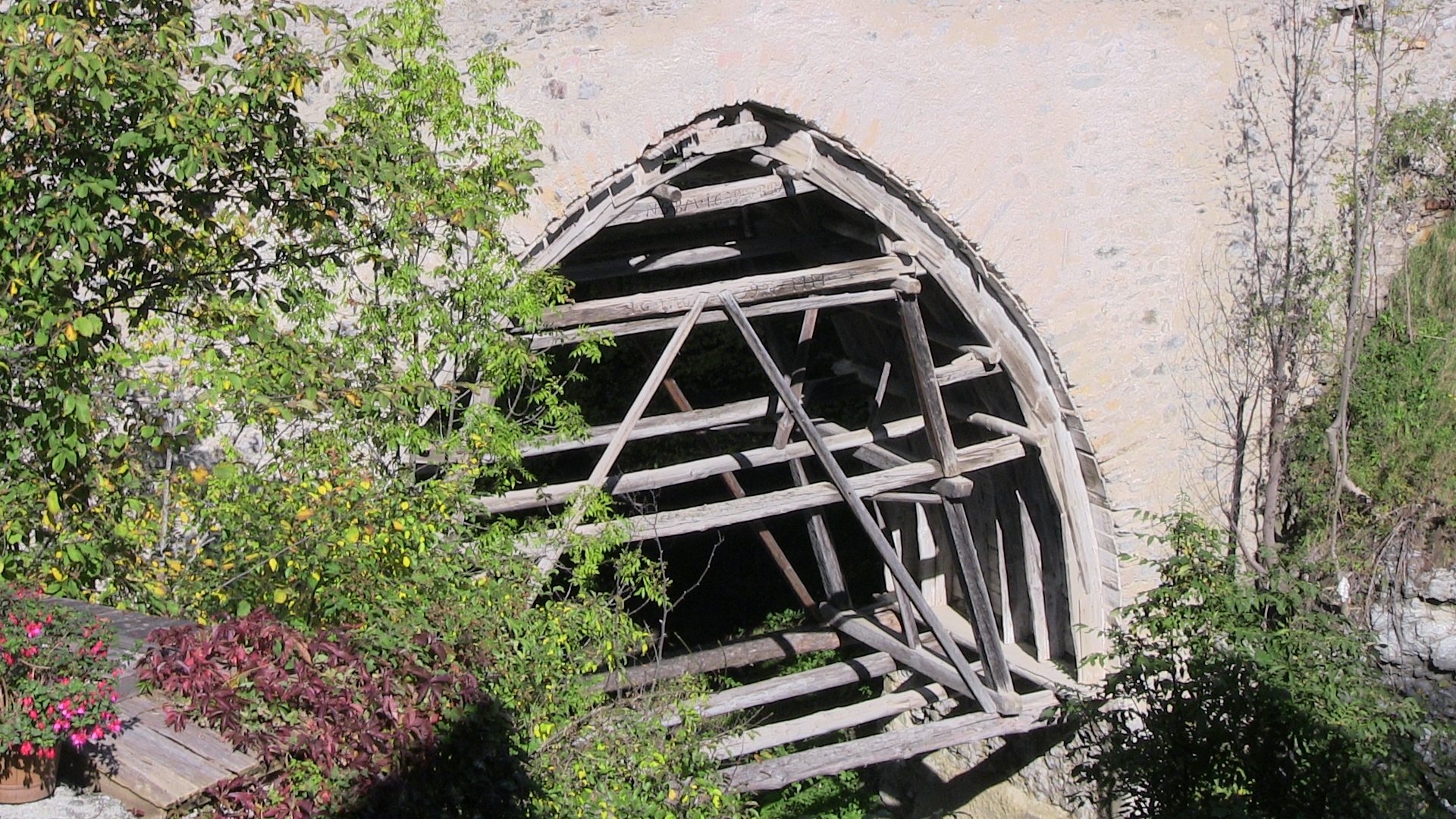
Nicht entferntes Lehrgerüst der Römerbrücke in Grins (Tirol) von 1639
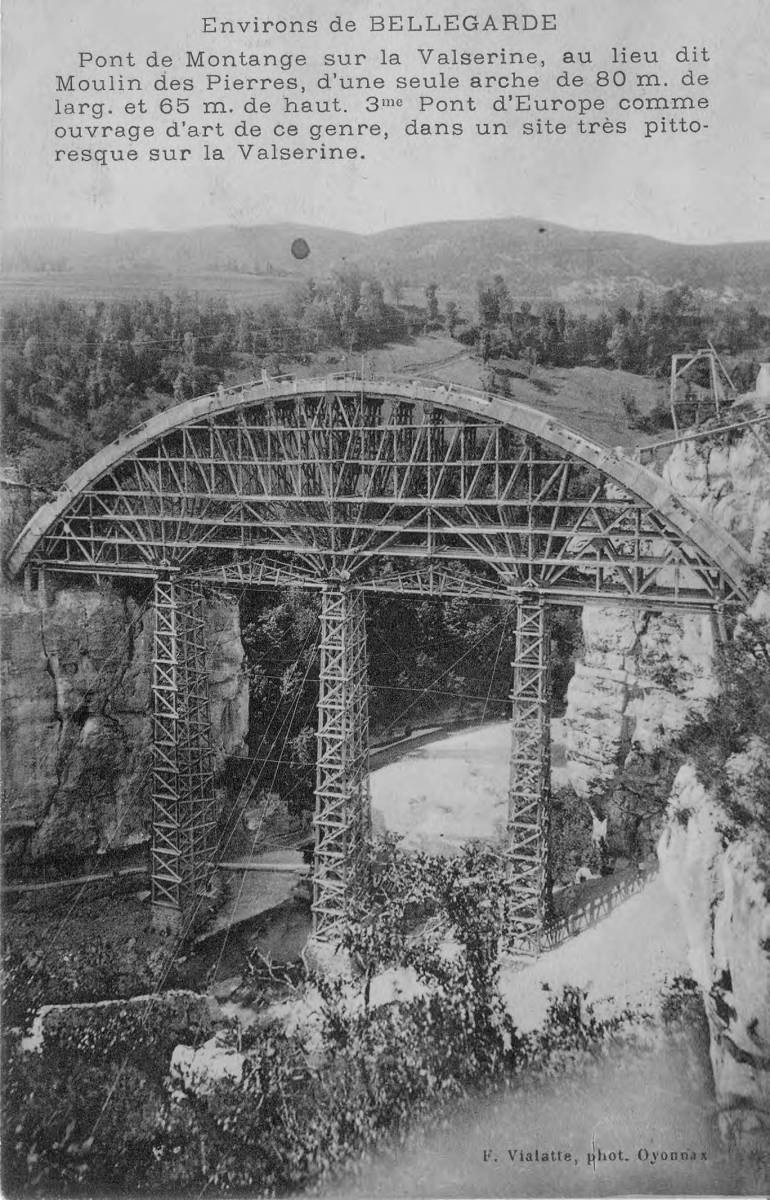
Lehrgerüst des Pont de Montanges, Frankreich
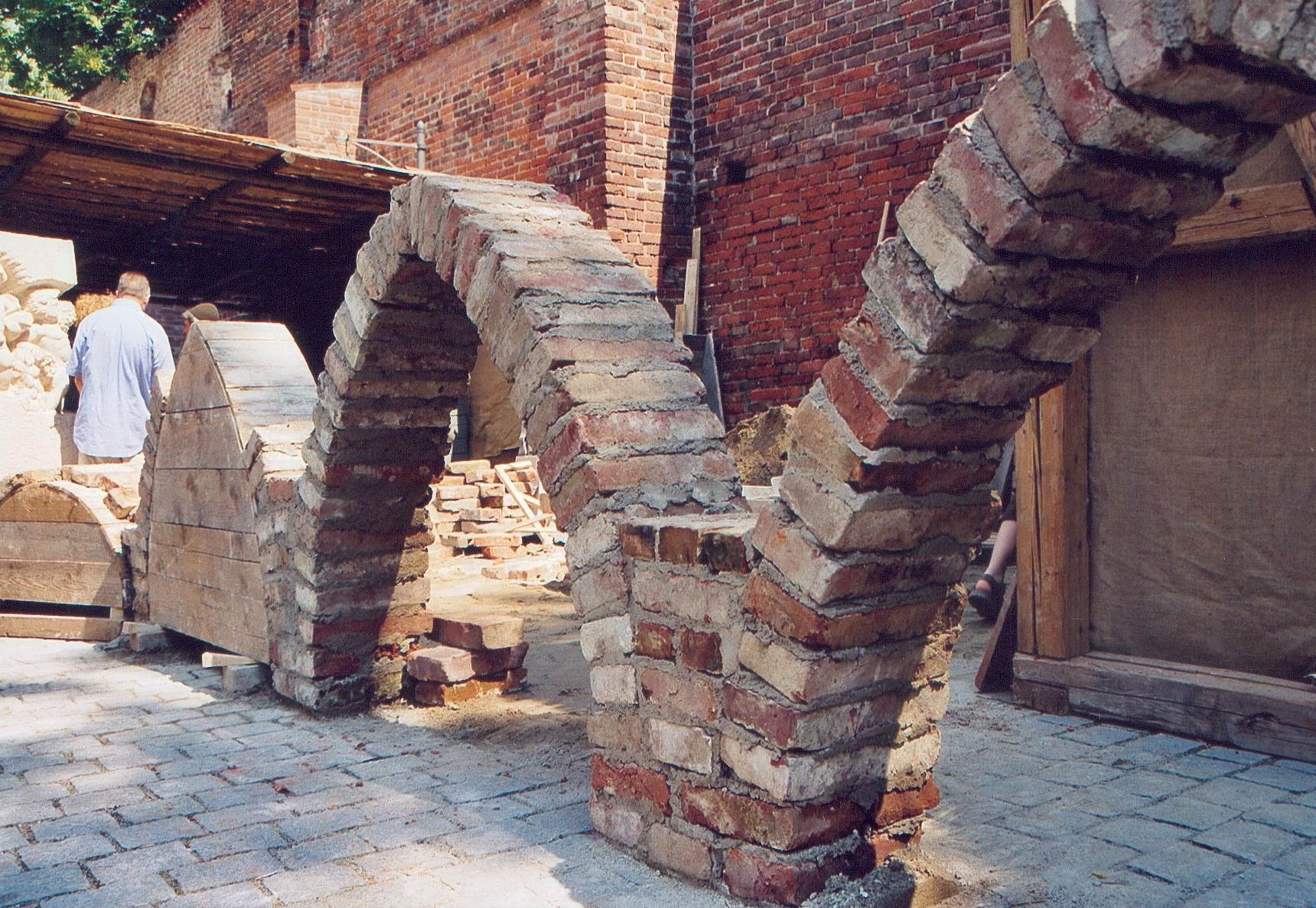
Spitzbögen, die auf ein Lehrgerüst aufgemauert wurden
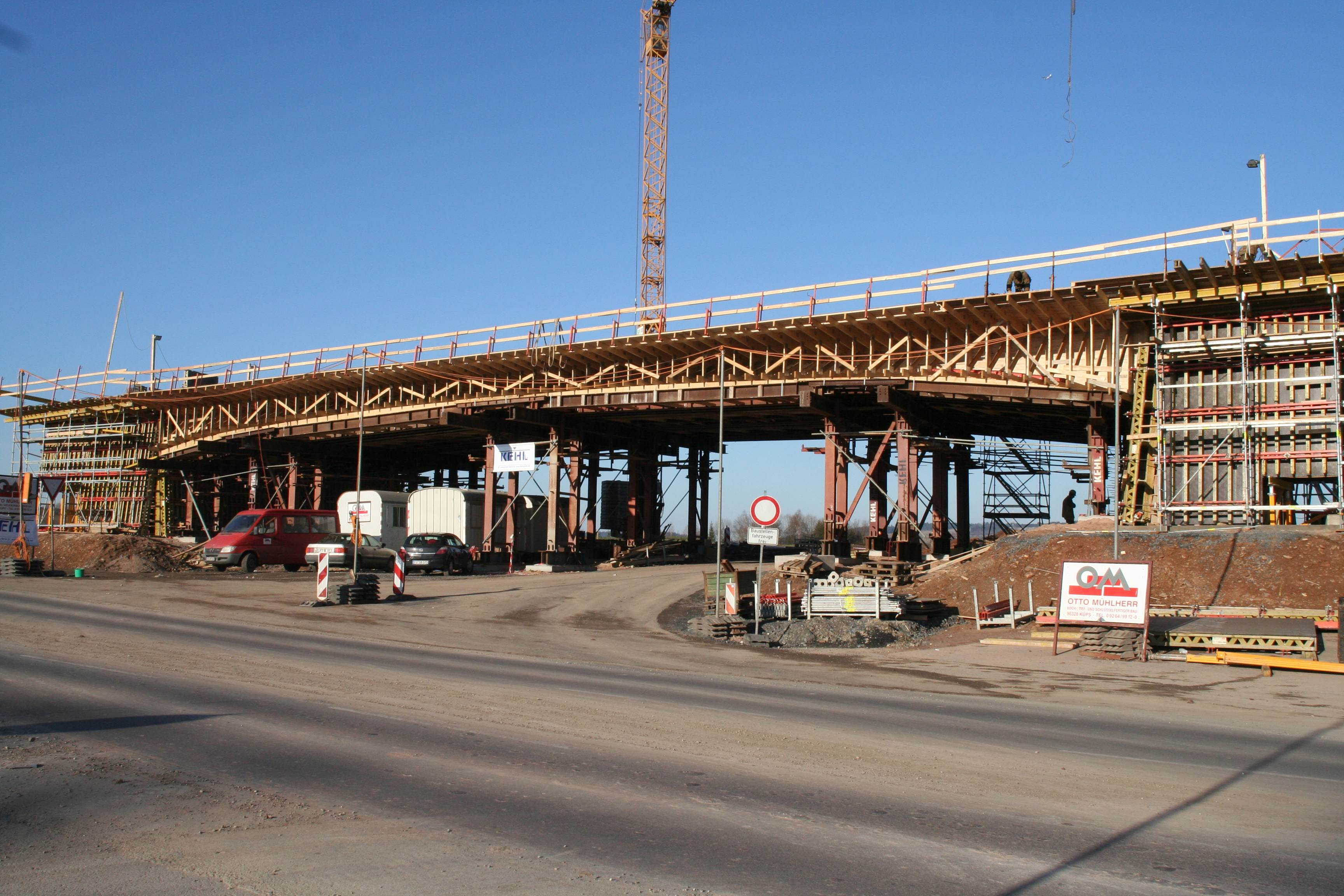
Lehrgerüst einer Spannbetonbrücke
Hölzernes Lehrgerüst für das Lorraineviadukt mit einer Spannweite von 146 m, 1938